# Пропорційно-інтегральний закон регулювання

Перехідна функція ПІ-регулятора і вид перехідних процесів у системах регулювання.

Пропорціонально-інтегральний (ПІ) закон регулювання. Регулятори, які працюють за даним законом, виконують переміщення регулюючого органу пропорціонально сумі відхилення та інтеграла від відхилення регульованої величини, тобто здійснюють П- та І- вплив:
{\displaystyle u=K_{1}\varepsilon +K_{2}\int {\varepsilon \,}dt=K_{1}(\varepsilon +{\frac {1}{T_{i}}}\int {\varepsilon \,}dt)}, реалізовується ізодромним або ПІ-регулятором з параметрами налаштування {\displaystyle K_{1}} та {\displaystyle T_{i}={\frac {K_{1}}{k_{2}}}}
У динамічному відношенні ПІ-регулятор подібний системі з двох паралельно включених регуляторів: пропорційного з коефіцієнтом передачі К1 та інтегрального з коефіцієнтом передачі К2.
Реалізовується ПІ-закон за допомогою гнучкого зворотного зв'язку.
Наявність гнучкого зворотного зв'язку виключає залишкову нерівномірність у перехідному процесі (рис. 1 б).
У залежності від динамічних властивостей об'єкта регулювання і настроювальних параметрів регулятора перехідний процес може бути аперіодичним (крива 1) або затухаючим коливальним (крива 2). У першому випадку зростає амплітуда перерегулювання, але скорочується тривалість перехідного процесу, у другому — картина зворотна.